# 广东省教育考试院
广东省教育考试院，是中华人民共和国广东省主管教育考试事项的副地厅级事业单位，直属于广东省教育厅管辖。

## 职责
广东省教育考试院负责制定教育招生考试的法规和政策，包括招生计划的编制和实施。其职责涵盖普通高校、成人高校、中职学校等多层次招生考试的组织与管理，以及全国各类非学历证书考试的实施和管理。此外，还负责教育招生考试信息化建设和数据管理，监督试卷印制及安全保密工作。同时，机构承担教育考试命题指导和质量评价工作，推动教育招生考试领域的理论研究和宣传教育工作。
广东省教育考试院的职责为：
1. 负责参与起草全省教育招生考试的法律法规草案，参与制定相关招生考试政策、编制招生计划并组织实施。
2. 承担普通高校、成人高校、中等职业技术学校招生考试等报名、考试、评卷、录取的组织工作。
3. 受教育部委托承担全国普通高等学校联合招收华侨、港澳台学生的招生计划、专业目录编制，以及报名、考试、评卷、录取等组织工作。
4. 承担全省高等教育自学考试、普通高中学业水平和中等职业技术教育专业技能考试的报名、考试、评卷等组织工作。
5. 指导全省教育招生考试信息化建设，承担相关招生考试数据管理工作。
6. 承担全国大学英语四六级考试、全国计算机等级考试、全国英语等级考试、全国中小学教师资格考试（笔试）等非学历证书考试的组织实施与管理工作。
7. 承担全省教育考试命题的指导和组织工作。
8. 承担全省招生考试工作的理论研究、宣传教育工作。
9. 承担全省教育招生考试的安全保密管理，监督试卷印制工作。
10. 承担省招生委员会、省自学考试委员会的日常工作。
11. 承担全省各类教育考试招生的分析研究和有关考试质量评价工作。

## 内设机构
广东省教育考试院共设置9个机构。广东省教育考试院内设机构行政级别为正处级。

### 内设机构
- 办公室（党委办公室）
- 考试招生一处（联合招生办公室）
- 考试招生二处
- 信息管理处
- 自学考试处
- 社会考试与社会评价处
- 命题处
- 命题和保密印刷基地管理办公室

### 直属单位
- 广东省教育考试服务中心
- 广东粤赛印务有限公司